# Wiston Mosquera Moreno
Wiston Mosquera Moreno (* 17. März 1967 in Andagoya, Departamento del Chocó) ist ein kolumbianischer römisch-katholischer Geistlicher und Bischof von Quibdó.

## Leben
Wiston Mosquera Moreno studierte Philosophie und Katholische Theologie am Priesterseminar San Pedro Apóstol in Cali. Am 19. März 2005 empfing er das Sakrament der Priesterweihe für das Erzbistum Cali.
Nach der Priesterweihe war Mosquera Moreno zunächst als Pfarrvikar der Pfarrei Nuestra Señora del Rosario in Jamundí tätig, bevor er 2006 Pfarrer der Pfarrei Nuestra Señora del Perpetuo Socorro in Robles wurde. Von 2011 bis 2012 war er Pfarrer der Pfarrei Señor de los Milagros in Cali. Anschließend fungierte er als Bischofsvikar für den östlichen Teil des Erzbistums Cali und als Rektor des Heiligtums Señor Jesús de la Divina Misericordia in Cali. Ab 2017 war Mosquera Moreno Generalvikar des Erzbistums Cali und ab 2018 zudem Pfarrer der Kathedrale San Pedro Apóstol in Cali. Daneben erwarb er 2019 nach weiterführenden Studien an der Päpstlichen Universität Bolivariana in Medellín und an der Universidad Católica Lumen Gentium in Cali mit der von Juan Gabriel Rodríguez Ramírez betreuten Arbeit Acciones de paz en la comunidad parroquial del Santuario Señor Jesús de la Divina Misericordia (SSJDM) („Friedensaktivitäten in der Pfarrgemeinde des Heiligtums Señor Jesús de la Divina Misericordia (SSJDM)“) ein Lizenziat im Fach Philosophie mit dem Schwerpunkt Religionswissenschaft.
Am 5. Juli 2024 ernannte ihn Papst Franziskus zum Bischof von Quibdó. Der Erzbischof von Cali, Luis Fernando Rodríguez Velásquez, spendete ihm am 14. September desselben Jahres in der Kathedrale San Pedro Apóstol in Cali die Bischofsweihe; Mitkonsekratoren waren der emeritierte Erzbischof von Cali, Darío de Jesús Monsalve Mejía, und der Bischof von Istmina-Tadó, Mario de Jesús Álvarez Gómez. Die Amtseinführung erfolgte am 5. Oktober 2024. Moreno ist landesweit der erste Afrokolumbianer, der zum Bischof ernannt wurde.